# Cromford (Derbyshire)
| \| Cromford \| |
| Cromford       |

| Cromford |

Cromford ist eine Gemeinde in Derbyshire, drei Kilometer südlich von Matlock am Fluss Derwent gelegen, mit großer industriegeschichtlicher Bedeutung, da hier die Wiege der Industriellen Revolution gesehen wird.

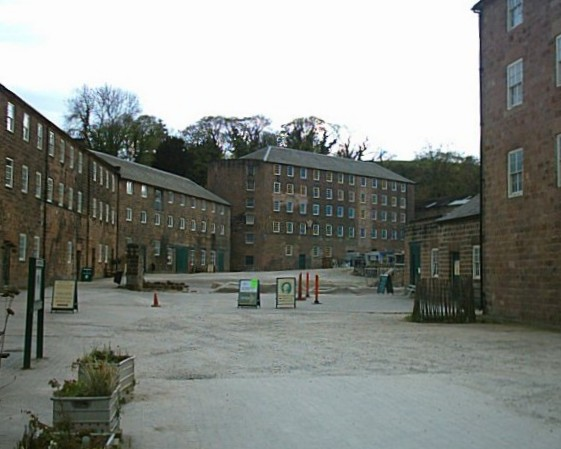
Die Baumwollfabrik Richard Arkwrights

Richard Arkwright errichtete hier 1771 die erste Baumwollfabrik der Welt, in der er die von ihm entwickelte wasserkraftgetriebene Waterframe einsetzte und damit die Baumwollspinnerei revolutionierte. Die Fabrik ist als Cromford Mill heute Teil des Weltkulturerbes Derwent Valley Mills.
Ein Stadtviertel der rheinischen Stadt Ratingen, in dem gut 10 Jahre später mit der Textilfabrik Cromford in Anlehnung an die Fabrik Arkwrights die weltweit erste Fabrik außerhalb Englands entstand, ist noch heute nach Cromford benannt.

## Persönlichkeiten
- Alison Uttley (1884–1976), Schriftstellerin